# Lloyd Owen
Richard Lloyd Owen (Londra, 14 aprile 1966) è un attore britannico di origini gallesi.

## Carriera
Ha iniziato la sua carriera alla fine degli anni ottanta ed ha preso parte soprattutto in ruoli televisivi; al cinema, è noto per il film biografico Miss Potter (2006), accanto a Renée Zellweger.

## Vita privata
È sposato con Juliette Mole ed ha due figlie: Maxim e Mimi.

## Filmografia

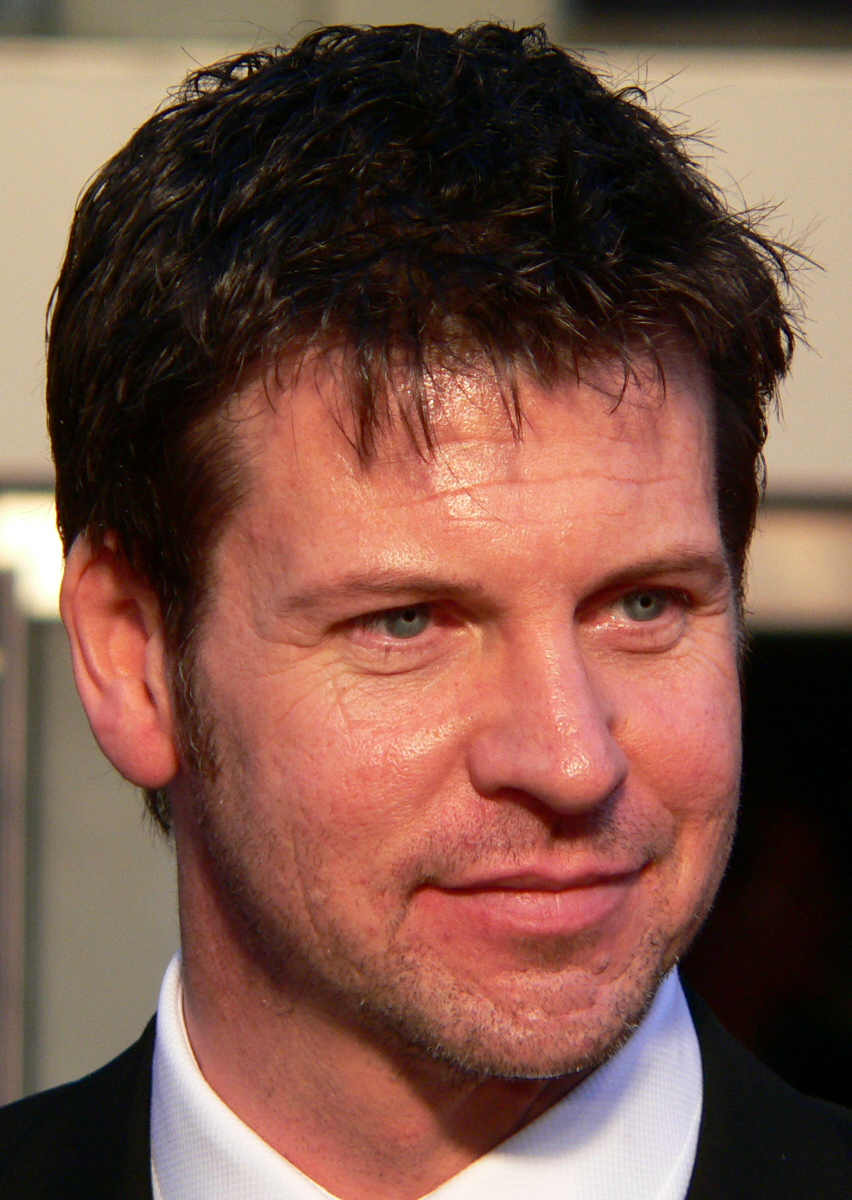
Owen alla première londinese di Miss Potter il 3 dicembre 2006

### Cinema
- The Republic of Love, regia di Deepa Mehta (2003)
- Miss Potter, regia di Chris Noonan (2006)
- Apollo 18, regia di Gonzalo López-Gallego (2011)
- Thugs of Hindostan, regia di Vijay Krishna Acharya (2016)

### Televisione
- Le avventure del giovane Indiana Jones (The Young Indiana Jones Chronicles) – serie TV, 9 episodi (1992-1996) – Henry Jones Sr.
- All in the Game – miniserie TV (1993)
- The Cinder Path – miniserie TV (1994)
- Get Real – miniserie TV (1998)
- Hearts and Bones – serie TV, 5 episodi (2001)
- Des del balcó– serie TV, 6 episodi (2001-2002)
- Coupling – serie TV, 3 episodi (2002)
- Monarch of the Glen – serie TV, 28 episodi (2002-2005)
- Dead Gorgeous – film TV (2002)
- The Innocence Project – miniserie TV (2006-2007)
- Viva Laughlin – miniserie TV (2007)
- Taking the Flak – miniserie TV, episodio 1 (2009)
- Fairly Legal – serie TV, episodi 2x12 e 2x13 (2012)
- The Originals – serie TV, episodi 2x06 e 2x07 (2014)
- L'ispettore Barnaby (Midsomer Murders) – serie TV, episodio 17x04 (2015)
- Delitti in Paradiso (Death in Paradise) – serie TV, episodio 5x01 (2016)
- Il Signore degli Anelli - Gli Anelli del Potere (The Lord of the Rings: The Rings of Power) – serie TV (2022-in corso)
- L'ispettore Dalgliesh (Dalgliesh) – serie TV, episodi 3x01-3x02 (2024)

### Cortometraggi
- Between Dreams, regia di Ian Fitzgibbon (1999)
- The Seasons Alter, regia di Roger Lunn (2002)
- Get the Picture, regia di Rupert Wyatt (2004)

## Teatrografia
- The Passport, Young Vic di Londra
- The Parquet Floor, Young Vic di Londra
- Filottete di Sofocle - Produzione della Cheek by Jowl
- La tempesta di William Shakespeare - Produzione della Cheek by Jowl
- Macbeth di William Shakespeare - Produzione della Cheek by Jowl
- La dodicesima notte di William Shakespeare, Swan Theater di Stratford-upon-Avon (1986)
- Amleto di William Shakespeare, Leicester Haymarket Theatre di Leicester (1989)
- Enrico VI, parte III di William Shakespeare, The Other Place di Stratford-upon-Avon (1994) - Produzione della Royal Shakespeare Company
- Our Boys di Henry James Byron, Donmar Warehouse di Londra (1995)
- East Lynne di Ellen Wood, Greenwich Theatre di Londra (1996)
- Chi ha paura di Virginia Woolf? di Edward Albee, Almeida Theatre e Aldwych Theatre di Londra (1996)
- Closer di Patrick Marber, Lyric Theatre di Città di Westminster (1998)
- Morphic Resonance di Katherine Burger, Donmar Warehouse di Covent Garden (1999)
- La via del mondo di William Congreve, Royal Exchange di Manchester (2000)
- Giulio Cesare di William Shakespeare, Young Vic di Londra (2000)
- Edoardo II di Christopher Marlowe, Crucible Theatre di Sheffield (2001)
- The York Realist di Peter Gill, Royal Court Theatre di Londra (2002)
- Ifigenia in Aulide di Euripide, Crucible Theatre di Sheffield (2003)
- Clouds di Michael Frayn, Cambridge Arts Theatre di Cambridge e Yvonne Arnaud Theatre di Guildford (2004)
- Paul di Howard Brenton, Cottesloe Theatre e Royal National Theatre di Londra (2005)
- The Bodyguard di Alexander Dinelaris (2012)
- The End of Longing di Matthew Perry (2016)

## Doppiatori italiani
Nelle versioni in italiano delle opere in cui ha recitato, Lloyd Owen è stato doppiato da:
- Francesco Prando in Le avventure del giovane Indiana Jones, The Originals
- Fabrizio Pucci in Miss Potter
- Alberto Angrisano ne Il Signore degli Anelli - Gli Anelli del Potere